# Lianna (cómic)
Lianna es un personaje ficticio que aparece en las publicaciones de DC Comics.

## Historia del personaje
Lianna es una de los Guardianes del Universo.
En Green Lantern N.º 150, Kyle Rayner vuelve a encender la Batería de Poder en Oa y revive a los Guardianes, aunque estos vuelven como niños y niñas en lugar de sólo hombres adultos.
Luego, en Green Lantern N.º 160-161, Rayner y Jade visitan el planeta Oa y conocen a varios de los niños Guardianes. Kyle se sorprende al ver que uno de ellos (Lianna) ya ha desarrollado la habilidad para utilizar una pequeña fracción de sus poderes. En ese entonces, Lianna todavía luce como el resto. Más tarde en el mismo número, Lianna desaparece y es encontrada cerca, en el planeta Aroxe. Los habitantes de ese planeta habían pedido ayuda después que un misterioso atacante destruyó su capital y envió desastres a todo el planeta. Rayner (como Linterna Verde) y Jade llegan para ayudar y rápidamente son derrotados por una figura desconocida que luego resulta ser Lianna. Durante el temprano despertar de sus poderes, ella había olvidado quién era y de algún modo había cambiado en apariencia; ahora lucía como una maltusiana adulta. Ganthet llega justo a tiempo para evitar que destruya lo que queda de Aroxe y la lleva de regreso a Oa para enseñarle cómo utilizar sus poderes en forma apropiada.
En Green Lantern N.º 175, Lianna ayuda a los otros Guardianes a proteger Oa del ataque de los qwardianos. Más adelante se la ve matar a Amon Sur (hijo del ex Linterna Verde Abin Sur) para evitar que siga ayudando a los qwardianos. Al mismo tiempo, y sin explicar el motivo, también intenta matar al Linterna Verde Kyle Rayner.
En otros números apareció en papeles menores, normalmente asistiendo a Ganthet.

## Apariencia y habilidades
A diferencia del resto de los Guardianes, Liana comúnmente parece tener algo más de 2 metros, piel gris azulada, cabello oscuro con un pequeño toque de azul, ojos verdes (en ocasiones, rojos), y un físico bastante musculoso. Usa un traje extraño que parecería ser algún tipo de construcción mental ya que cambia casi de panel en panel. Cuando se la vio por primera vez en Aroxe, también tenía una marca púrpura sobre su ojo izquierdo, pero luego desapareció.
En tanto que se ha dicho que Lianna posee "todo el poder de un Guardián adulto", nunca se explicó con exactitud lo que eso significa. Lianna demostró tener fuerza, velocidad y resistencia superiores a los de un ser humano. También se la vio utilizar una variedad de habilidades psíquicas y energéticas, aunque no se conocen sus límites; no obstante, se sabe que los Guardianes reciben su poder de acuerdo a su voluntad (igual que los anillos que crearon). Por esto, es probable que la fuerza de su poder sea al menos parcialmente determinada por su poder de voluntad (similar a Gladiator de Marvel Comics).
- Datos: Q9022163